# Un cow-boy dans le coton
 (octobre 2020).
Si vous disposez d'ouvrages ou d'articles de référence ou si vous connaissez des sites web de qualité traitant du thème abordé ici, merci de compléter l'article en donnant les références utiles à sa vérifiabilité et en les liant à la section « Notes et références ».
Un cow-boy dans le coton est la cent vingt-troisième histoire de la série Lucky Luke. Écrite par Jul, dessinée par Achdé et mise en couleur par Mel, elle est publiée pour la première fois en album le 23 octobre 2020 dans la collection Les Aventures de Lucky Luke d'après Morris, no 9.

## Résumé
Lucky Luke s’apprête à prendre des vacances bien méritées dans la tranquille petite ville de Nitchevonada, surnommée « le patelin le plus calme de tout le Kansas ». 
Il prend un verre avec des amis dans le saloon de la ville, lorsque les Dalton font subitement leur apparition. En fait, les quatre hors-la-loi viennent d'être arrêtés et sont emmenés au pénitencier par le shérif noir Bass Reeves, authentique héros de l'Ouest qui a la réputation d'être « le meilleur marshal à l'ouest du Mississippi ». On apprend que ce dernier a été l'ami et le mentor de Lucky Luke. 
Le temps de fêter les retrouvailles, le notaire de la ville débarque à son tour dans le saloon et annonce à Lucky Luke qu'une admiratrice de Louisiane lui a légué sa plantation de coton. En devenant propriétaire de Pinkwater, Lucky Luke est devenu l'un des hommes les plus riches de Louisiane. Lucky Luke se rend à Pinkwater pour s'occuper de la succession, ses vacances bien tranquilles sont désormais terminées.

## Clins d'œil, références et caricatures